# Presidio – Brottsplatsen
Presidio – Brottsplatsen, (engelska: The Presidio) är en amerikansk action-thriller från 1988 i regi av Peter Hyams med Sean Connery, Mark Harmon och Meg Ryan i huvudrollerna. Filmen hade Sverigepremiär den 7 oktober 1988.

## Handling
Vid Presidio's armébas i San Francisco har militärpolisen Patti Jean Lynch blivit skjuten under ett inbrott på basen. Kriminalpolisen Jay Austin, en före detta militärpolis på Presidio och även före detta partner med Lynch, skickas för att undersöka mordet. Lynch dödades med ett unikt vapen, en så kallad Tokarev. Misstankarna riktas nu mot Paul Lawrence som äger just en Tokarev, men han hävdar att han förlorat vapnet i ett pokerparti. Austin försöker fråga ut Lawrence om dennes Tokarev, men hindras av överstelöjtnant Alan Caldwell, vilket gör att Austin inser att Caldwell kommer att göra allt för att skydda sin kollega från de civila myndigheterna, även om han är en mördare. Samtidigt får Austin reda på att den flyktbil som användes av mördaren är registrerad på den förmögna Arthur Peale. Men Peale hävdar att bilen var stulen och att han hade alibi för natten som Lynch blev skjuten. Caldwell börjar använder sig av sina egna kontakter och får reda på att Peale tidigare var en CIA-spion och militär rådgivare under Vietnamkriget samtidigt som Lawrence var ett befäl där.

## Om filmen
Filmen är inspelad i San Francisco och i Paramount Studios i Los Angeles.

## Roller (urval)
- Sean Connery - Alan Caldwell
- Mark Harmon - Jay Austin
- Meg Ryan - Donna Caldwell
- Jack Warden - Ross Maclure
- Mark Blum - Arthur Peale
- Dana Gladstone - Paul Lawrence
- Jenette Goldstein - Patti Jean Lynch